# Total Magique
Total magique est un album de We Are Wolves sorti en 2007 chez Dare To Care Records,.
Il est composé de 13 titres :
| No  | Titre                        | Durée |
| --- | ---------------------------- | ----- |
| 1.  | Fight and Kiss               |       |
| 2.  | Magique                      |       |
| 3.  | Some Words                   |       |
| 4.  | Coconut Night                |       |
| 5.  | I Wrote Your Name On My Kite |       |
| 6.  | Viêt Nam                     |       |
| 7.  | Walk Away Walk               |       |
| 8.  | So Nice, So Cold             |       |
| 9.  | Psychic Kids                 |       |
| 10. | Teenage Bats & Anthropology  |       |
| 11. | Vamos A La Playa             |       |
| 12. | The Piper                    |       |
| 13. | Total Solide                 |       |